# Il ritorno a casa di Enrico Metz
Il ritorno a casa di Enrico Metz è un romanzo di Claudio Piersanti, pubblicato nel 2006 e vincitore di numerosi premi letterari.

## Storia editoriale
Nel 2006 Il ritorno a casa di Enrico Metz ha ricevuto: il Premio Selezione Campiello il Premio Napoli, il Premio Alassio Centolibri - Un autore per l'Europa e il Premio Frontino-Montefeltro.

## Trama
Enrico Metz ha deciso di tornare alla città natale per risiedervi, esercitare occasionalmente la professione di avvocato e rompere con il passato. La decisione nasce dal fatto che Metz, dopo aver raggiunto una posizione di altissima responsabilità accanto a un imprenditore molto potente, ne ha poi dovuto trattare il fallimento e, pur avendo condotto in porto la serie di operazioni, l'esperienza lo ha segnato nel fisico e nel morale. Enrico ha ammirato, stimato e amato il suo principale, nei termini del reciproco rispetto, e si augura solo di passare anni tranquilli, il più possibile nell'anonimato.
Ma la decisione di Enrico si scontra con alcune ostilità, di vario tipo. La sorella gli ha venduto la propria quota della casa paterna al massimo prezzo e gli ha messo alle costole una governante, dalla quale egli si sente spiato. I suoi figli gemelli, Carlo e Matteo, vivono entrambi lontani, anche l'uno dall'altro, e non danno mostra di voler condividere qualcosa con il padre, che hanno visto sempre poco. La moglie Ivana, avvocato particolarmente attaccata al lavoro, rifiuta di muoversi da Milano e fa qualche sporadica visita, ma le tensioni non superate la portano addirittura a rivolgersi a un divorzista.
In città Enrico ha numerosi amici, i quali lo accolgono a braccia aperte, restando però sconcertati dal cambiamento che riscontrano in lui. Uno di essi, Amedeo detto Pippo, legato all'ambiente politico locale, tenta inutilmente di convincere Metz a entrare nelle liste elettorali e ne riceve un rifiuto, per il quale si offende. Altri concittadini sono pronti a contrastare Enrico, pensando che è ancora una celebrità e che quindi assorbirà da solo i migliori clienti come avvocato. Ciò non risulterà veritiero, poiché Metz si attiene alla regola di avere poco lavoro, ma ben presto, una sfibrante persecuzione si abbatte su di lui. I locali politici e l'ex amico Pippo gli scatenano contro i controlli continui della finanza e ogni giorno i giornali locali compiono una campagna denigratoria, aggravata dal fatto che le indagini continue e immotivate non sortiscono nulla per cui Enrico dovrebbe rispondere alla legge.
Enrico ha chi lo sostiene. Una segretaria, Rita, da lui assunta, gli fa praticamente da scudo. Rita ha intessuto con Ivana un ottimo rapporto, per cui la moglie, deposte le istanze di divorzio, si precipita da Enrico per orchestrare la sua difesa. Un caro amico di nome Diego e uno di nome Alberto lo sostengono con la loro umanità. Ma le cose non vanno lisce per Metz, che riceve una telefonata di addio dal suo ex principale, il quale si toglie la vita poco dopo. La depressione si sta per impadronire di Metz; beve sempre più, Rita non riesce a contenerlo e si ritrova a fare quasi da sola il lavoro legale. Solo poche cose lo distraggono, senza scuoterlo: un gatto certosino, la cura del giardino, le passeggiate notturne e la tenera amicizia con la diciassettenne Eleonora, figlia di Alberto, che ha patito una delusione d'amore e a cui Enrico si affeziona come un secondo padre.
Il cambiamento avviene grazie a un anziano legale del luogo che riesce a far cessare le angherie contro Enrico. Per giunta, Ivana da sempre subisce la pressione del suo socio, invidioso dell'impeccabilità professionale e della bravura della donna. Perciò un giorno, dopo una crisi sul lavoro, Ivana crolla con Enrico che si precipita a Milano e fa un po' di scena con il socio, riuscendo così a mettere i due in condizione di dividersi più equamente le incombenze. Ivana può raggiungere definitivamente Enrico nella casa, trascorrendo a Milano due giorni a settimana. Lei e Rita, padrone della dimora, mettono alla porta l'antipatica governante e assumono una dolcissima filippina. Diego e Alberto sono presenti e soprattutto la piccola Eleonora cresce bella e armoniosa. I gemelli si sentono più invogliati a passare qualche giorno con due genitori ormai tranquilli e liberati dagli eccessi di lavoro.
Tutto va per il meglio, ma c'è un prezzo che Enrico Metz ha pagato nel suo proposito di ritirarsi e deporre il potere, la fama, l'altissima quotazione che aveva raggiunto in precedenza: è invecchiato anzitempo e chi lo circonda se ne deve fare una ragione. Capace di passare la giornata in giardino e di creare una qualità di rosa, poi non accetta di recidere i fiori; deciso a rimanere quanto più tempo in casa, non resta agli amici che rassegnarsi, quando vorrebbero farlo uscire. La sua partecipazione a qualche evento è un fatto eccezionale. Però Ivana, Rita, Diego e Alberto gli vivono accanto sereni, accettando i suoi tratti di senilità, come il restare felice fino a sera per qualche bagattella.

## Edizioni
- Claudio Piersanti, Il ritorno a casa di Enrico Metz, Feltrinelli, Milano 2006
  - (FR)  Claudio Piersanti, Enrico Metz rentre chez lui, trad. di Marguerite Pozzoli, Meudon, France, Quidam Éditeur, coll. «Made in Europe», 2008, ISBN 978-2-915018-25-7